# AB Cryptograph
Aktiebolaget Cryptograph grundades 21 juli 1916 med ett aktiekapital på 85 000 kr. Syftet var att utveckla och sälja kryptomaskiner baserade på Arvid Gerhard Damms patent och idéer. Företaget producerade mekaniska och elektromekaniska maskiner med en för tiden kvalificerad kryptering, något man internationellt sett då var ganska ensamma om; vanligtvis användes vid denna tid kodböcker.
Firman utvecklade en rad olika typer av kryptosystem, men på grund av bristande efterfrågan tillverkades endast kortare serier. Cryptograph kom att utgöra starten för en världsledande svensk kryptoindustri som bestod fram till 1958 då efterföljaren AB Cryptoteknik flyttade till Schweiz.

## Förhistorien
Arvid Gerhard Damm hade redan från 1912 intresserat sig för kryptografi. Han bodde vid den tiden i Berlin och arbetade tillsammans med skotten George Lorimer Craig med att utveckla mekaniserad kryptering. Teoretisk hjälp bistod Arvid Damms bror Ivar med. Denne var matematiklektor i Gävle och delade Arvids intresse för chiffrering.
Craig och Damm utvecklade tillsammans ett kryptosystem som erbjöds brittiska amiralitetet. En prototyp, Cryptotyper, demonstrerades i London 1914 men i tumultet kring första världskrigets utbrott fick projektet inte någon framgång. I stället erbjöd Damm svenska staten att få överta uppfinningen till ett pris om 10 000 kr.. Erbjudandet accepteras inte, men ledde till att Olof Gyldén, chef för Sjökrigsskolan och med goda affärskontakter, blir intresserad. Medan Gylden samlade finansiärer flyttade Arvid Damm till Stockholm och arbetet kunde börja.

## Historik
Arbetet inleddes inom ett så kallat patentkonsortium, bildat i juni 1915. Patent söktes inte bara i Sverige utan också sexton andra länder redan under 1915. I patentkonsortiet och senare även i bolaget var Olof Gyldén arbetande styrelseordförande medan Arvid Damm hade titeln ingenjör.
Företaget startades med stora förväntningar. Man räknade med att sälja åtminstone 50 större maskiner A1 och 500 handapparater A2 årligen. Man marknadsförde och ordnade presskonferenser, men försäljningen gick trögt och bolagets tillgängliga kapital minskade snabbt.
Företaget räddades från konkurs 1919 tack vare en ny uppfinning av Damm, Electrocryptographen B1. Den gjorde det möjligt att höja aktiekapitalet vilket gav 90 000 kr i likvida medel. Som nya aktieägare tillkom 1920 Emanuel Nobel, brorson till Alfred Nobel, samt dennes tidigare medarbetare Karl Wilhelm Hagelin.
Företagets utvecklingskostnader fortsatte emellertid att överstiga intäkterna vilket krävde kapitaltillskott..Marknadsföringen intensifierades och man utarbetade en detaljerad, tryckt försäljningskatalog på engelska för den internationella marknaden. Finansiärer, särskilt Emanuel Nobel, bidrog med nya lån, men framgångarna uteblev. Boris Hagelin, son till Karl Wilhelm, sattes in i företaget 1922 för att övervaka ekonomin och blev ansvarig för verksamheten när Damm 1923 flyttade till Paris.
För att undgå kraven på att betala skilsmässounderhåll bodde Damm på hemlig adress i Paris, men arbetade för Cryptograph. Där lyckades han få till stånd ett samarbete med fyra stora telegrafbolag och tillsammans med CGTT utvecklade han en förbättrad electrocryptograph som fick namnet B13. Damm återvände aldrig till Sverige och avled i Bayonne i Sydfrankrike den 7 november 1928.
På Världspostkongressens utställning  i Stockholm 1924 visade för första gången det tyska företaget Chiffriermaschinen AG sin maskin, Enigma, som krypterade genom att utnyttja elektriskt kopplade rotorer; resultatet avlästes på ett lampfält. Svenska Generalstaben visade stort intresse och fick behålla maskinen en månad för prov. Boris Hagelin som fick höra talas om saken beslöt att utveckla en liknande apparat men behövde tid och lyckades hos Generalstaben utverka sex månaders respit med att lämna anbud.
Genom att bygga på och förenkla idéerna från B13 kunde han, trots sin bristande erfarenhet i kryptologiska frågor och Damms ointresse, på denna korta tid utveckla en maskin kallad B21 som i fråga om utseende och användbarhet kunde mäta sig med Enigman.  Efter flera vändor med förbättringar bedömdes B21 vara bättre lämpad än den likaledes förbättrade Enigma (Zählwerk), och Hagelin vann ordern. Avgörande faktorer torde ha varit de större möjligheterna till användarinställningar och det faktum att B21 kunde förses med utskriftsmöjlighet.
Trots framgången med B-21 kvarstod de ekonomiska problemen.  Efter en överenskommelse med aktieägare och fordringsägare likviderades AB Cryptograph 1930 och tillgångarna överfördes till Boris Hagelins nystartade företag, Ingeniörsfirman Teknik, som senare (1939) bytte namn till AB Cryptoteknik.

## Cryptographs kryptomaskiner

Ur AB Cryptographs katalog från 1922.
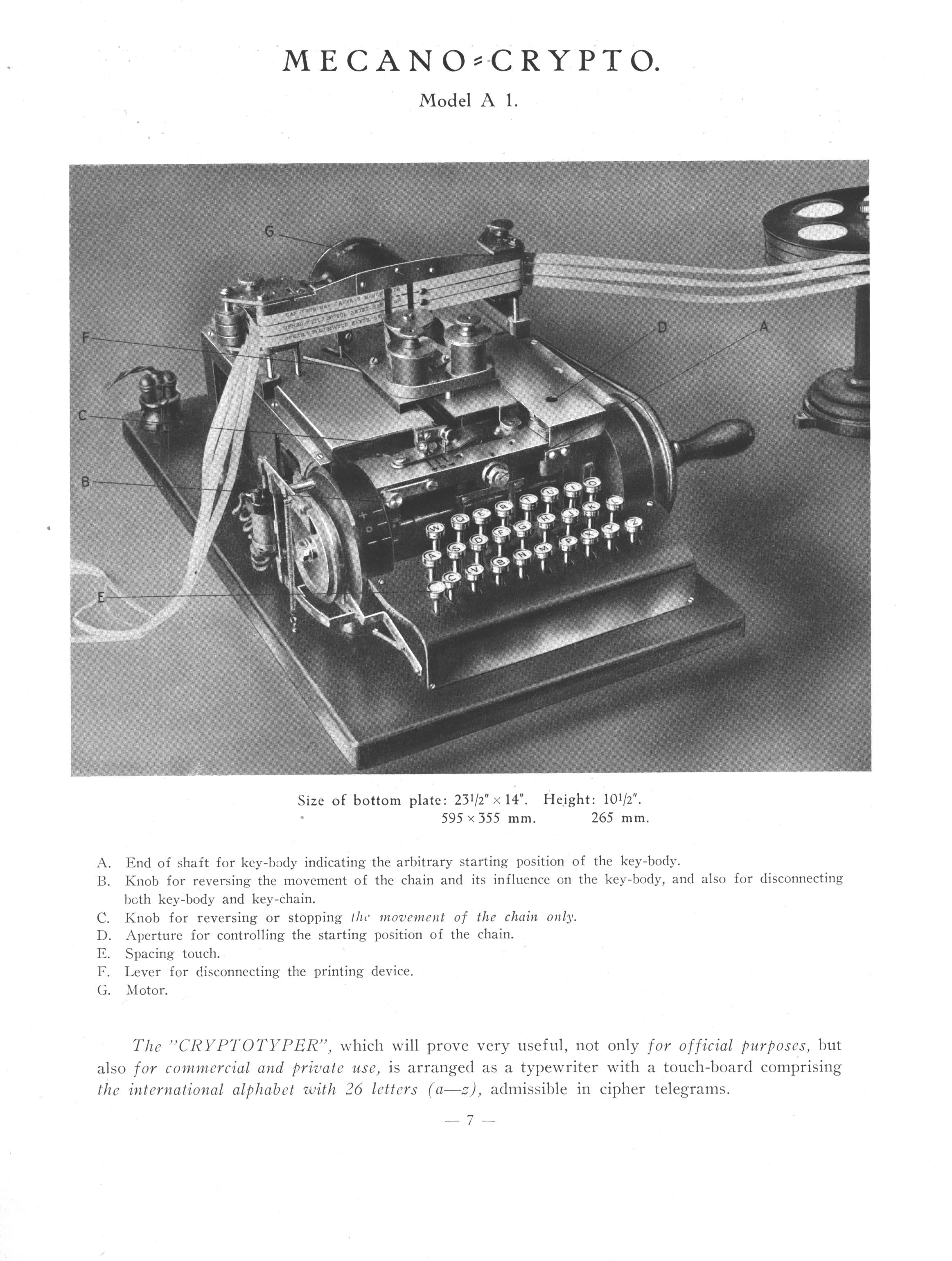
Mecanocrypto A1
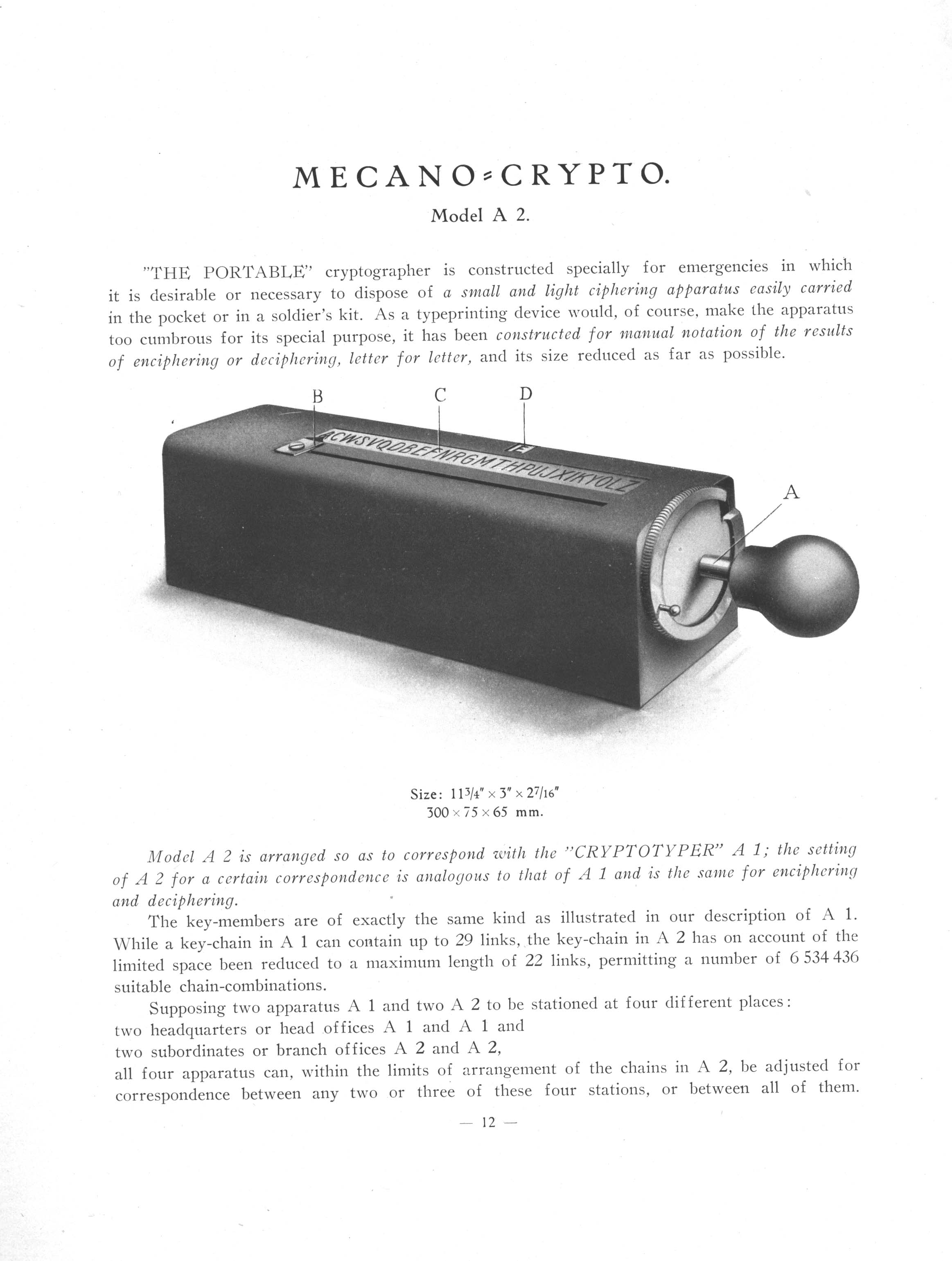
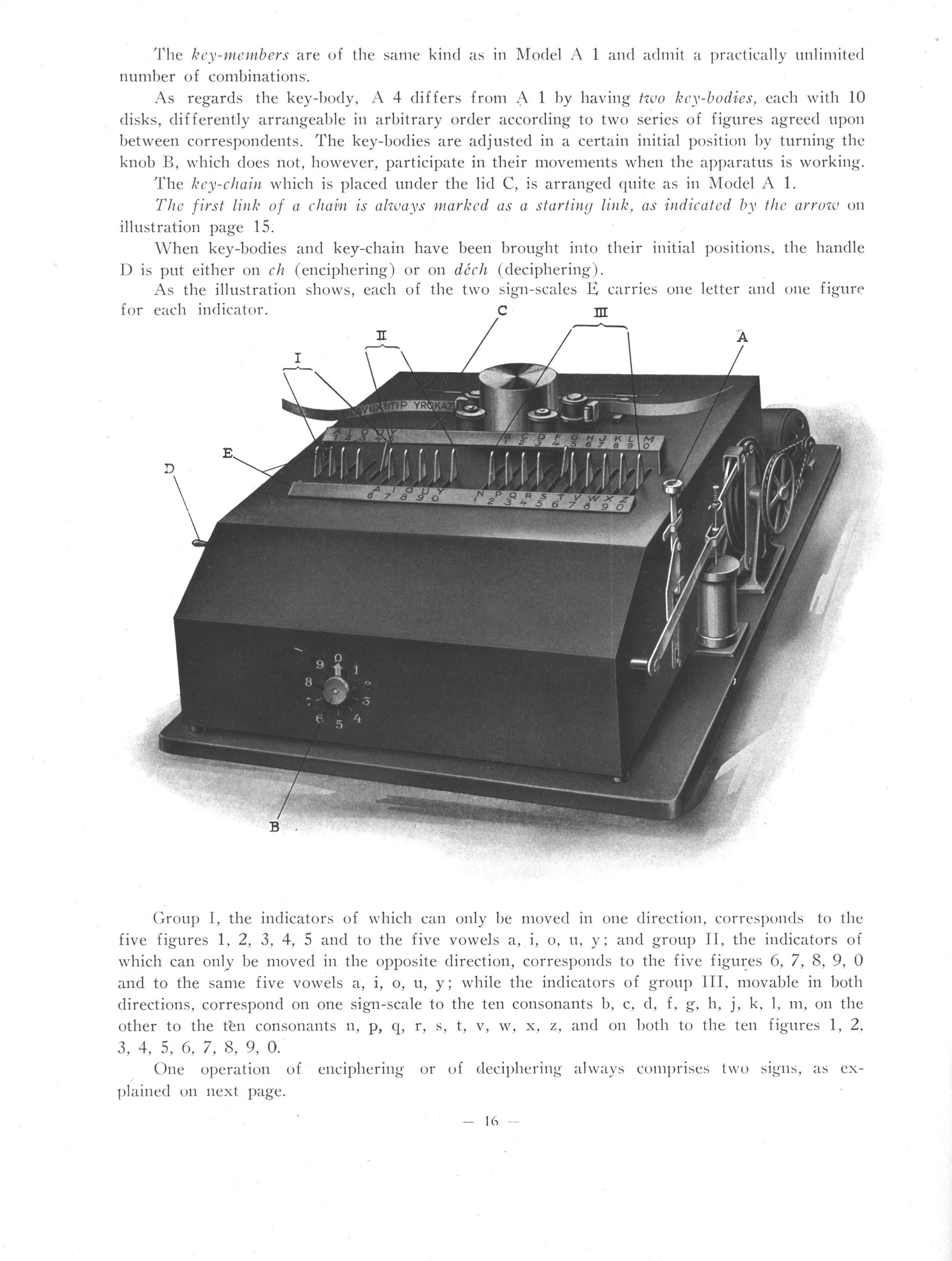
Portativ A2
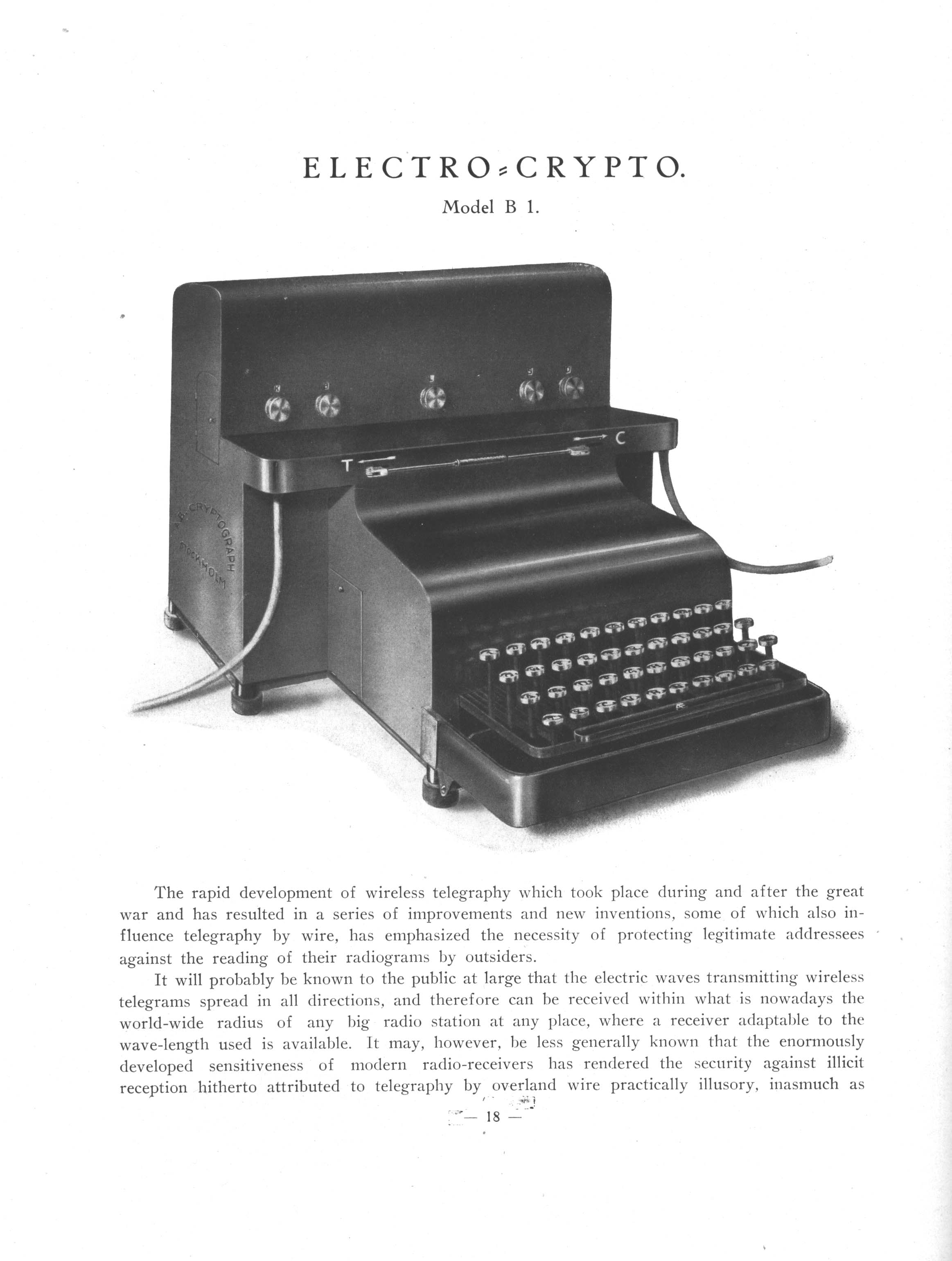
Electrocryptograph typ B1

- Cryptotyper (1914). Utvecklades av Arvid Gerhard Damm och George Lorimer Craig i Berlin 1913-1914. Patenträttigheterna överfördes till Cryptograph.[4]

Följande kryptomaskiner utvecklades av Cryptograph, samtliga utom B21 var designade av Arvid Damm:
- Mecanocrypto A1 (1917)
- Portativ A2 (1917) Handkryptograf kompatibel med (2)
- Cylinderkryptot (1918)
- Elektriska, skrivande mecanocryptot A1(b) (1921)
- Nya Portativ A2(b) (1922) Handkryptograf kompatibel med (5)
- Electrocryptograph B1 (1919 and 1922) Chiffrering och transmission
- Kodchiffreringsapparaten A4 (1922)
- Electrocrypto B13 (1925) Chiffrering och transmission
- Handkryptografen A21 (1923)
- Handkryptografen A22 (1925)
- Cryptograph typ B-21 med lampavläsning (1926-28). Utvecklad av Boris Hagelin med kryptologi baserad på Damms B13.

Damm designade under sin tid i Paris också en kryptomaskin, ”Parmettören”. Den finns belagd i form av ett italienskt patent från 1927. Damms samarbetspartner var direktör Peres på CGTT i Paris. Det är tveksamt om AB Cryptograph hade någon del i utvecklingen. Det finns uppgifter om att en experimentmodell byggdes.

## Patent
Damms svenska patent för Cryptograph (i allmänhet fanns parallellpatent i andra viktigare länder)
- Nr 45343   1915  Londonmaskinen, A1
- Nr 52279   1919  B1, rotorprincipen.
- Nr 54792   1920  B1
- Nr 57005   1921  A4
- Nr 59906   1921  B1
- Nr 61104   1923  A21/22
- Nr 63697   1923  B13
- Nr 65901   1924  B13
- Boris Hagelins patent för Cryptograph
- Nr 69249    1928 B21
- Nr 73163    1929 B21

## Tillverkning och försäljning
Mecanocrypto A1 tillverkades i 30 ex. Fem såldes till finska staten och ett mindre antal till några svenska företag. Portativ A2 tillverkades i 10 exemplar. Kom endast att användas som demo och för marknadsföring.
Elektriska skrivande mecanocryptot tillverkades troligen i 8 ex, varav 4 sålts till Japan.
Electrocrypto B13 tillverkades i 20 ex i Frankrike. Ett antal såldes till Nederländska ostindien.
Handkrypto A22 tillverkades i 20 ex i Frankrike. Ingen försäljning finns noterad.
Av maskinerna ovan var det endast B21 som tillverkades i en större serie, kanske ca 100 fram till Cryptograhs avveckling.
Övriga modeller tillverkades endast i ett eller två exemplar
Alla kryptomaskiner utom (1) och (6) finns bevarade i museer eller privata samlingar i minst ett exemplar.  Flera av maskinerna tillverkades endast som prototyp i ett eller två exemplar.

## Cryptograph, Damm och Hagelin  i ett internationellt perspektiv
Vid tiden för det första av Damms kryptosystem, Cryptotyper och under första världskriget var Damms och Cryptographs  maskiner unika. Inget annat företag hade tillnärmelsevis sådan uppfinningshöjd på sina produkter eller komplexitet i konstruktionen. Mot slutet av 1910-talet uppenbarade sig andra patent i samma klass, men en användbar apparat, Enigma, kom på marknaden först mot mitten av 1920-talet.
Behovet av automatiskt skydd av telegrafisk kommunikation var en av Damms käpphästar och han var långt före sin samtid med sina lösningar för ändamålet, även om han hade svårigheter att få till stånd en tillräckligt funktionssäker apparat.
Av Damms tekniska innovationer och idéer kan nämnas:
- Ett nytt grepp var att som nyckel lagra och använda en cyklisk följd av nollor och ettor, först med hjälp av en Dammsk kedja och sedan med stifthjul, såväl rent mekaniska som elektromekaniska. Stifthjulen kom att användas ända in på 50-talet i flera olika typer av kryptosystem.
- Damm var en av fyra uppfinnare av permutationshjul; den mest kända användningen av sådana var i Enigma-maskinen.
- Damm lanserade idén med en kryptologisk checksumma för att förhindra manipulation av data.
- Användningen av en autoklav princip genom en influensbokstav.
- Chiffreringen av sifferkoder med samtidig omvandling till uttalbara bokstavsföljder: detta nedbringade telegraferingskostnaderna med 50 %.
- Elektromekaniska implementationer av skiftregister och XOR-grindar.

Damms konstruktioner innehåller en mängd listiga mekaniska och elektromekaniska detaljer som han antingen uppfann själv eller lånade och apterade för eget bruk. Delar av konstruktionerna är utomordentligt robusta medan andra är mer primitiva. Detta bidrog säkert till att flera av apparaterna hade problem med driftsäkerheten.
Boris Hagelin som senare skulle stå för flera framstående uppfinnarinsatser arbetade under tiden på Cryptograph mest med det mekaniska realiserandet, som t.ex. i B21. Hans självständiga kryptologiska insatser såg dagens ljus först under 1930-talet i AB Ingeniörsfirman Teknik där genombrottet kom med den så kallade C-serien.